# Allmenningen
Allmenningen ist ein Dorf in der norwegischen Kommune Kinn in der Provinz Vestland. 

## Lage
Es befindet sich am nördlichen Ufer des Nordfjords. Nördlich erheben sich Bergzüge, die mit dem Sankta (689 Meter) Höhen von bis zu über 600 Metern erreichen. Etwas westlich von Allmenningen liegt die Ortschaft Eldevika. Nördlich der Ortslage führt der Riksvei 15 entlang. Im Fjord ist dem Dorf die Insel Allmenningsholmen vorgelagert, die über einen Damm mit dem Festland verbunden ist und so einen geschützten Hafenbereich bildet.

## Geschichte
Der Name des Orts geht vermutlich auf eine historische Straße zurück, die durch das Dorfgebiet führte. 1632 bestand nur ein Bauernhof, der dann in zwei gleich große Höfe geteilt wurde. In der Zeit um 1650/60 wurden die beiden Höfe wieder vereint, bis er 1867 erneut geteilt wurde. 1886 wurde Allmenningen Anlegestelle für die Dampfschifffahrt. Der Damm für die Anlegestelle wurde im Jahr 1907 fertiggestellt, so dass ab diesem Zeitpunkt ein Transport von Waren und Personen per Ruderboot zu den Schiffen nicht mehr nötig war. In Allmenningen befand sich zu diesem Zeitpunkt neben einem Ladengeschäft auch eine Post- und Telegrafenstation. 1892/93 entstand im Ort auch eine Schule, in der auch die Kinder aus anderen am Nordufer des Nordfjords liegenden Siedlungen wie Angelshaug, Brunsvik, Eldevika, Falkevika, Verpet und Vemmelsvik unterrichtet wurden. Etwa 1979 erfolgte der Neubau eines Schulgebäudes.
Im Jahr 2002 wurde die öffentliche Schule jedoch geschlossen. Auf Elterninitiative entstand daraufhin eine private Montessorischule, die nach einigen Jahren jedoch ebenfalls geschlossen wurde. Anfang des 21. Jahrhunderts war die Bevölkerungsentwicklung im Ort trotzdem stabil und die Ortsentwicklung durch diverse Neubauten geprägt.

## Wirtschaft
Direkt am Ufer des Fjords, im östlichen Teil des Orts, befindet sich die Fabrik des Fenster- und Türenherstellers Nordvestvinduet Bygg og Innbu AS. Dessen markanter Bau ist prägend für das Bild des Ortes vom Fjord aus. Außerdem gibt es in Allmenningen auch Landwirtschaft, wobei deren Bedeutung zurückgegangen ist.